# Hunky Dory
Hunky Dory är David Bowies fjärde album och spelades in i Trident Studios i London och släpptes 17 december 1971 i England. Albumet producerades av Ken Scott. Först 1972, efter att Bowie fått ett genombrott med The Rise and Fall of Ziggy Stardust and the Spiders from Mars började även Hunky Dory sälja bra och gick in på brittiska albumlistan.
1990 återutgavs albumet av RykoDisc med fyra bonusspår. Hunky Dory listades som 108 i listan The 500 Greatest Albums of All Time av magasinet Rolling Stone.

## Låtlista
Låtar där inget annat anges är skrivna av David Bowie.
1. "Changes" - 3.33
2. "Oh! You Pretty Things" - 3.12
3. "Eight Line Poem" - 2.53
4. "Life on Mars?" - 3.48
5. "Kooks" - 2.49
6. "Quicksand" - 5.03
7. "Fill Your Heart" (Paul Williams, Biff Rose) - 3.07
8. "Andy Warhol" - 3.53
9. "Song for Bob Dylan" - 4.12
10. "Queen Bitch" - 3.13
11. "The Bewlay Brothers" - 5.21

Bonusspår på RykoDiscs återutgivning:

12. "Bombers" - 2:38 (tidigare outgiven version, inspelad 1971)

13. "The Supermen" - 2:41 (alternativ version, inspelad 1971)

14. "Quicksand" - 4:43 (demoversion, inspelad 1971)

15. "The Bewlay Brothers" - 5:19 (alternativ mix)

## Singlar som har släppts i samband med detta album
- "Changes"
- "Life on Mars?"

## Medverkande
- David Bowie - Sång, gitarr, alt- och tenorsaxofon, piano
- Mick Ronson - Gitarr
- Rick Wakeman - Piano
- Trevor Bolder - Bas
- Mick Woodmansey - Trummor

## Listplaceringar
| Lista (1972)   | Position            |
| -------------- | ------------------- |
| Finland        | 15                  |
| Storbritannien | 3 (UK Albums Chart) |